# 斉藤与里記念公園
斉藤与里記念公園（さいとうよりきねんこうえん）は埼玉県加須市下樋遣川にある公園。加須市（旧・下樋遣川村）出身の洋画家で加須市名誉市民第1号である斎藤与里（1885年－1959年）の生家跡にある。門のみが残る。